# Jesús Aranzabal
Jesús Aranzabal Ojanguren (Bergara, 25 dicembre 1939 – 27 settembre 2023) è stato un ciclista su strada spagnolo.
Professionista dal 1964 al 1972 vinse otto corse fra cui una tappa alla Vuelta a España 1972.

## Carriera
Gregario fra gli altri di Luis Ocaña lo accompagnò in diverse occasioni; prese parte a tre edizioni del Tour de France, a quattro della Vuelta a España e per tre volte consecutive venne selezionato dalla nazionale spagnola per partecipare ai Campionati del mondo.
Dotato di un buon passo e capace di difendersi bene a cronometro vinse la Vuelta a Andalucía e la Clásica a los Puertos de Guadarrama, battendo Angelino Soler nel 1966, e salì sul podio al Trofeo Baracchi 1968 (in coppia con Ocaña), alla Vuelta al País Vasco ed alla Klasika Primavera 1970; al suo attivo figurano anche due medaglie ai Campionati spagnoli di ciclismo su strada, bronzo nel 1968 ed argento nel 1970.
Il risultato più importante della carriera, tuttavia, lo ottenne all'ultima stagione di professionismo con la vittoria della prima parte della diciassettesima tappa della Vuelta a España 1972 quando precedette sul traguardo di San Sebastián Antonio Gómez del Moral e Claudio Michelotto.

## Palmares
- 1963 (Dilettanti, una vittoria)

Classifica Generale Vuelta a Bidasoa - Bidasoa Itzulia
- 1966 (Fagor, tre vittorie)

Clásica a los Puertos de Guadarrama
Classifica generale Vuelta a Andalucía
2ª tappa Vuelta a Ávila
- 1968 (Fagor, una vittoria)

3ª tappa Vuelta a Mallorca
- 1970 (Bic, una vittoria)

5ª tappa Vuelta al País Vasco (San Sebastián > Eibar)
- 1971 (Bic, due vittorie)

4ª tappa Volta a Portugal (Faro > Tavira)
6ª tappa, 2ª semitappa, Volta a Portugal (Abrantes > Fàtima)
- 1972 (Bic, una vittoria)

17ª tappa, 1ª smitappa Vuelta a España (Vitoria > San Sebastián)

### Altri successi
- 1966 (Fagor, una vittoria)

Ávila (criterium)
- 1969 (Fagor, una vittoria)

Vall de Uxó (criterium)
- 1970 (Bic, una vittoria)

1ª tappa, 2ª semitappa, Volta Ciclista a Catalunya (Tarragona > Tarragona, cronosquadre)

## Piazzamenti

### Grandi Giri
- Tour de France

1966: 48º
1967: 58º
1972: 56º
- Vuelta a España:

1967: 50º
1968: 33º
1971: 33º
1972: 42º

### Competizioni mondiali
- Campionato del mondo

Leicester 1970 - In linea Professionisti: 56°
Mendrisio 1971 - In linea Professionisti: ritirato
Gap 1972 - In linea Professionisti: ritirato